# 나비 소녀
나비 소녀는 1978년 공개된 대한민국의 영화이다.

## 배역
- 강태기
- 명현숙
- 이계인
- 차현재
- 박원숙
- 전운
- 지미옥
- 강현주
- 지계순
- 이승현
- 김정훈
- 손창호
- 나영진
- 신성일
- 이영옥
- 한우리
- 유현목
- 변인식
- 석래명
- 김진태
- 송길한

## 수상
- 1978년 제24회 아시아영화제
  - 제작상 - 강대진[1]